# Ferrovia Bergamo-Brescia
La ferrovia Bergamo-Brescia è una linea ferroviaria di proprietà statale a scartamento ordinario che collega le città lombarde di Bergamo e Brescia.
La gestione dell'infrastruttura e degli impianti ferroviari è affidata a RFI, che qualifica la linea come complementare.

## Storia
Il tronco Bergamo-Brescia nasce come parte della ferrovia Ferdinandea, che nell'800 ha collegato Milano a Venezia (le due capitali dell'allora Regno Lombardo-Veneto), passando da Treviglio-Bergamo-Rovato, già allora tramite doppio binario.
La prima tratta ad entrare in funzione fu il 22 aprile 1854 la Coccaglio-Brescia (assieme alla sezione Brescia-Verona), mentre il collegamento fino a Bergamo avvenne il 12 ottobre 1857, insieme alla totalità della Milano-Venezia (via Bergamo).
Nel 1878, con la costruzione del tronco diretto Treviglio-Rovato, il percorso via Bergamo iniziò ad essere relegato a linea di interesse locale, tanto che nella prima metà del '900 viene privato del secondo binario.

## Caratteristiche
La linea è una ferrovia a scartamento ordinario da 1435 mm e a binario semplice. Il tratto Rovato-Brescia è a doppio binario, in comune con la Milano-Venezia.
La linea è elettrificata con tensione da 3000 volt in corrente continua.
Il traffico ferroviario è regolato dal Dirigente centrale di Milano Lambrate.

## Percorso
| Continuation backward |

|  | Unknown route-map component "ABZg+l" | Unknown route-map component "CONTfq" |

|  | Station on track | Unknown route-map component "exKBHFa" + Unknown route-map component "uv-KBHFa" |

|  | Unknown route-map component "eKRWgl" | Unknown route-map component "exKRWg+r" + Unknown route-map component "uv-STR" |

| Unknown route-map component "d" |  | Straight track | Unknown route-map component "exSPLal" + Unknown route-map component "uv-STRl" | Unknown route-map component "exdvCONTfq" + Unknown route-map component "udCONTfq" |

| Unknown route-map component "hKRZWae" |

| Station on track |

| Unknown route-map component "SKRZ-G2u" |

| Stop on track |

| Unknown route-map component "SKRZ-G2u" |

| Unknown route-map component "hKRZWae" |

| Unknown route-map component "hKRZWae" |

| Unknown route-map component "KINTaq" | Unknown route-map component "ABZg+r " |  |

| Station on track |

| Unknown route-map component "hKRZWae" |

| Stop on track |

| Station on track |

| Unknown route-map component "SKRZ-Au" |

| Unknown route-map component "hKRZWae" |

| Unknown route-map component "hKRZWae" |

| Station on track |

|  | Unknown route-map component "ABZg+l" | Unknown route-map component "CONTfq" |

| Stop on track |

| Unknown route-map component "uexCONTgq" | Unknown route-map component "emKRZ" | Unknown route-map component "uexCONTfq" |

| Station on track |

| Unknown route-map component "d" | Unknown route-map component "CONTgq" | Unknown route-map component "dABZg+r" | Unknown route-map component "STR+l" | Unknown route-map component "dCONTfq" |

| Unknown route-map component "d" | Station on track | Unknown route-map component "dBHF" |

| 53+594 |
| 65+827 |

| Unknown route-map component "d" | Unknown route-map component "SHI3g+l" | Unknown route-map component "xdSHI3gr" |

| Unknown route-map component "exCONTgq" | Unknown route-map component "edKRZo" | Unknown route-map component "exSTRr" |

| Station on track |

| Unknown route-map component "SKRZ-Au" |

| Unknown route-map component "hKRZWae" |

| Unknown route-map component "KRW+l" | Unknown route-map component "KRWgr" |  |

| Non-passenger station/depot on track | Straight track |  |

| Unknown route-map component "KRWl" | Unknown route-map component "ABZg+l" + Unknown route-map component "KRWg+r" | Unknown route-map component "CONTfq" |

| Station on track |

| Unknown route-map component "CONTgq" | Unknown route-map component "ABZgr" |  |

| Continuation forward |

## Movimento
La ferrovia è servita da treni regionali di Trenord tra Bergamo e Brescia. con fermata in tutte le stazioni intermedie, che dall'estate del 2022 sono effettuati con i nuovi elettrotreni ETR 204, detti "Donizetti", destinati a sostituire le automotrici ALe 582. Per quanto riguarda il traffico a lunga percorrenza, la linea è impiegata dalla relazione della Freccia della Versilia di Trenitalia che collega  Bergamo a Pisa tutti i giorni dell'anno e dalla relazione della Freccia Orobica di Trenitalia Tper che collega Bergamo a Pesaro solamente nel periodo estivo.